# Marquesado de Mariño
El marquesado de Mariño es un título nobiliario español creado el 17 de diciembre de 1705 por el rey Felipe V a favor de Antonio Mariño de Lobeira y Andrade y Sotomayor, teniente general de los Reales Ejércitos, maestre de Campo y caballero de la Orden de Santiago.
Este marquesado fue rehabilitado en 1921, por María de Lourdes Cabeza de Vaca y Carvajal, hija de Vicente Cabeza de Vaca y Fernández de Córdoba, VI marqués de Portago, y de su esposa Ángela de Carvajal y Jiménez de Molina, XI condesa de la Mejorada.

## Marqueses de Mariño
|                               | Titular                                         | Periodo               |
| Creación por Felipe V         | Creación por Felipe V                           | Creación por Felipe V |
| ----------------------------- | ----------------------------------------------- | --------------------- |
| i                             | Antonio Mariño de Lobeira y Andrade y Sotomayor | 1705-                 |
| Rehabilitado por Alfonso XIII |                                                 |                       |
| II                            | María de Lourdes Cabeza de Vaca y Carvajal      | 1921-1941             |
| III                           | Antonio Sartorius y Cabeza de Vaca              | 1941-1976             |
| IV                            | Vicente Sartorius y Cabeza de Vaca              | 1976-2002             |
| V                             | Luis José Sartorius y Zorraquín                 | 2003-actual titular   |

## Historia de los marqueses de Mariño
- Antonio Mariño de Lobeira y Andrade, I marqués de Mariño.[1]

Línea vincular:
- Fernando Antonio Mariño de Lobeira, I marqués de la Sierra.

Casado con Teresa Sarmiento y Sotomayor.
- Benita Teresa Mariño de Lobeira y Sotomayor.

Casada con José Manuel Bernaldo de Quirós y Bernaldo de Quirós, II marqués de Campo Sagrado.
- Antonio Bernaldo de Quirós y Mariño de Lobeira y Lasso de la Vega, V marqués de Monreal, vizconde de las Quintanas.

Casado con María de la Soledad Rodríguez de los Ríos Jauche y Lasso de la Vega, V marquesa de la Cimada, V marquesa de Santiago.
- Antonio María Bernaldo de Quirós Mariño de Lobera y Rodríguez de los Ríos, VI marqués de Monreal, VI marqués de Santiago, VI marqués de la Cimada.

Casado con Hipólita Colón de Larreátegui y Ramírez de Baquedano, hija del XII duque de Veragua.
- María de la Soledad Hipólita Bernaldo de Quirós y Colón de Larreátegui.

Casada con Joaquín María Fernández de Córdoba Alagón y Vera de Aragón, XIV conde de Sástago.
- Francisca de Borja Fernández de Córdoba y Bernaldo de Quirós.

Casada con Mariano Cabeza de Vaca y Morales, V marqués de Portago, IX conde de Catres.
- Vicente Cabeza de Vaca y Fernández de Córdova, VI marqués de Portago.

Casado con Ángela de Carvajal y Jiménez de Molina, XI condesa de la Mejorada.

## Rehabilitación en 1921
- María de Lourdes Cabeza de Vaca y Carvajal (Madrid, 13 de marzo de 1903-1940), II marquesa de Mariño.[2]

Casó en 1926 con Carlos Sartorius y Díaz de Mendoza, teniente general del Ejército del Aire, hijo de Fernando Sartorius y Chacón, III condes de San Luis, y de su esposa Carmen Díaz de Mendoza y Aguado, dama noble de la Real Orden de María Luisa. Le sucedió, en 1941, su hijo:
- Antonio Sartorius y Cabeza de Vaca (1928-1976), III marqués de Mariño.[3]

Sin descendientes. Le sucedió su hermano:
- Vicente Sartorius y Cabeza de Vaca (1931-22 de julio de 2002),[4] IV marqués de Mariño.[3]

Casó en primeras nupcias con la argentina Isabel Zorraquín e Ibarguren, y en segundas nupcias con la princesa Norberta Isabel de Liechtenstein, hermana del soberano Juan Adán II, de quién tuvo una hija, María Teresa Sartorius y zu Liechtenstein. Le sucedió, de su primer matrimonio, su hijo:
- Luis José Sartorius y Zorraquín. V marqués de Mariño.[5]

En concubinato con Bárbara Pérez Manzarbeitia, con descendencia.